# توري فرانكلين
توري فرانكلين (من مواليد 7 أكتوبر 1992) هي لاعبة قفز ثلاثي أمريكية، هي أول امرأة أمريكية تحصل على ميدالية في القفز الثلاثي في بطولة العالم لألعاب القوى التي أقيمت في عام 2022. تنافست توري أيضًا بشكل ملحوظ في القفز الثلاثي للسيدات في بطولة العالم لألعاب القوى عام 2017 وعام 2019، حيث قفزت أفضل رقم شخصي لها 14.03 مترًا (46 قدمًا وربع بوصة) في الجولة التمهيدية لتحتل المركزين التاسع والثالث عشر على التوالي.